# Achaemenes brixioides
Achaemenes brixioides är en insektsart som beskrevs av Van Stalle 1989. Achaemenes brixioides ingår i släktet Achaemenes och familjen kilstritar. Inga underarter finns listade i Catalogue of Life.